# 斯佩爾特島

斯佩爾特島（英語：Spert Island）是南極洲的島嶼，位於帕默群島的特里尼蒂島西端，由瑞典探險隊繪入地圖，由英國南極名稱諮詢委員會命名，現時由南極條約體系管理。